# Belmond Miraflores Park
El hotel Belmond Miraflores Park es un hotel de lujo de 5 estrellas ubicado en el distrito de Miraflores, Lima, Perú. 
El hotel se encuentra en la avenida Malecón de la Reserva. Cuenta con un observatorio en el piso 11 que permite tener vistas de la ciudad y de la bahía de Lima. Es uno de los hoteles más usados para conferencias y eventos. En marzo del 2014, Orient-Express Hotels cambió su marca a Belmond que motivó que el hotel cambie su nombre a Belmond Miraflores Park.